# Berguedà

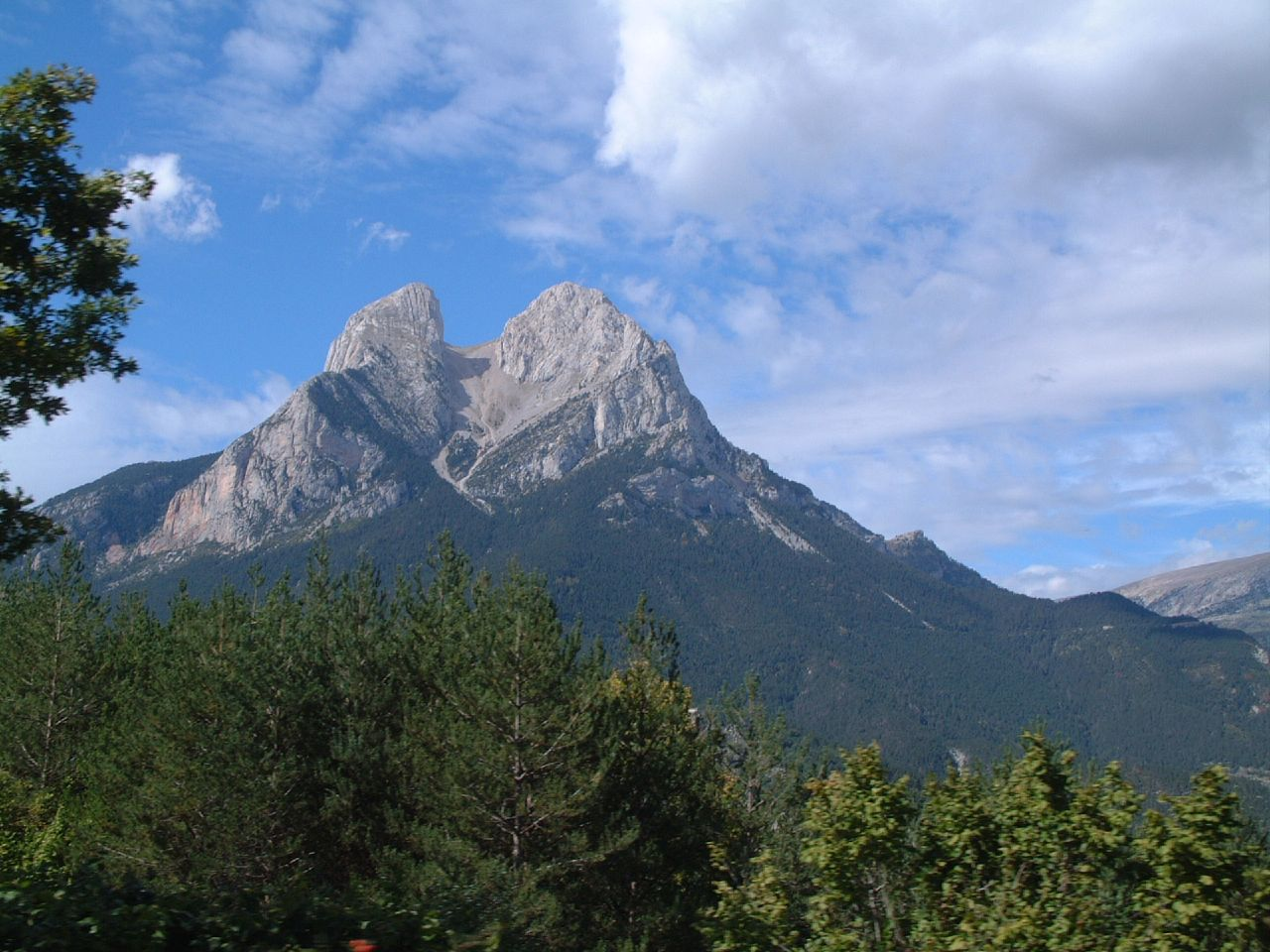
Utsikt mot Pedraforca i grevskapet Berguedà.

Berguedà är ett grevskap, comarca, i centrala Katalonien, i Spanien. Huvudstaden heter Berga, med 16609 innevånare 2013.

## Kommuner
Berguedà är uppdelat i 31 kommuner, municipis.

- Avià
- Bagà
- Berga
- Borredà
- Capolat
- Casserres
- Castell de l'Areny
- Castellar de n'Hug
- Castellar del Riu
- Cercs
- L'Espunyola
- Fígols
- Gironella
- Gisclareny
- Guardiola de Berguedà
- Gósol
- Montclar
- Montmajor
- La Nou de Berguedà
- Olvan
- La Pobla de Lillet
- Puig-reig
- La Quar
- Sagàs
- Saldes
- Sant Jaume de Frontanyà
- Sant Julià de Cerdanyola
- Santa Maria de Merlès
- Vallcebre
- Vilada
- Viver i Serrateix